# Neurocordulia obsoleta
Neurocordulia obsoleta – gatunek ważki z rodziny szklarkowatych (Corduliidae). Występuje na terenie Ameryki Północnej.